# Jean Ramponneau
Pour les articles homonymes, voir Ramponneau (homonymie).
Jean Ramponneau (on trouve aussi les orthographes Ramponeau ou Ramponaux, né le 4 octobre 1724 à Vignol  et mort à Paris le 3 avril 1802, était un cabaretier célèbre en son temps.

## Biographie
Fils d'un tonnelier dans son pays natal alors riche en vignobles, il s'installe à Paris vers 1740 comme marchand de vin. Il achète un cabaret situé à l'angle des rues de l'Orillon et de Saint-Maur, le « cabaret des Marronniers », lieu déjà très fréquenté. Il en fait le « Tambour royal » et s'y fait représenter sur des peintures murales en Bacchus, chevauchant un tonneau, avec la devise éloquente Monoye fait tout, et ces vers :
Voyez la France accourir au tonneau
Qui sert de trône à Monsieur Ramponneau
Les cabarets s'installent, nombreux, à la Courtille, nom qui désigne une zone de jardins, à l'extérieur de la ville de Paris et surtout, à l'extérieur de l'enceinte des Fermiers généraux, donc dispensés du paiement des taxes de l'octroi. Qui plus est, inventant le marketing, Ramponneau vend sa pinte de vin un sou moins cher que ses concurrents de la Courtille. Le succès est immédiat. On se presse chez lui. Sa réputation, qu'il sait entretenir, est phénoménale. En 1760, un montreur de marionnettes lui propose de jouer son propre rôle sur les planches, moyennant un cachet de 400 livres et un pourcentage sur les bénéfices. Ramponneau accepte, puis, sur les remontrances de son confesseur, un janséniste, dit-on, qui lui expose à quoi il s'expose pour le salut de son âme, il renonce. Aujourd’hui est comparu le sieur Jean Ramponneaux, cabaretier, fait-il écrire par son notaire, [... ] Lequel a volontairement déclaré que les résolutions mûres qu’il a faites sur les dangers qu’apporte au salut la profession des personnes qui montent sur le théâtre, et sur la justice des censures de l’Église a prononcées contre ces sortes de gens, l’ont déterminé à renoncer à jamais à monter sur aucun théâtre, ce qu’il promet à Dieu, ni faire aucune fonction, profession, ni actes y analogues. Pour quoi il proteste par les présentes contre toutes soumissions et engagements qu’il pourrait avoir fait avec qui que ce soit, notamment avec le sieur Gaulier, dit Gaudon, pour paraître ce jour, soit dans son spectacle, soit dans un tout autre, ou pour souffrir qu’il soit fait par son ministère, sous son nom ou à son occasion, quelques actions, chansons, livres et estampes, le tout tendant à lui donner la publicité indécente qui ne convient qu’à des gens de cette sorte, comme lesdites conventions et engagements, quels qu’ils soient, n’ayant été et ne pouvant être qu’extorqués de lui dans le temps où il n’aurait pas eu l’usage de sa raison ni la faculté de faire des réflexions sur les conséquences de ces engagements pour son salut. Il doit payer un dédit de 1000 livres, ce qu'il refuse, et il s'ensuit un procès retentissant qui va passionner le tout-Paris. Il sera défendu par l'avocat Jean-Baptiste Fauchard. Voltaire lui-même compose un plaidoyer comique pour Ramponneau, mais surtout dirigé contre Jean-Jacques Rousseau, et d'autres auteurs en font un personnage de comédie.
Quand on est ivre, on est ramponneau. La mode à la Ramponneau fait fureur : vêtements, bonnets, tabatières à la Ramponneau, en forme de tonneau, couteau très long, selon l'Encyclopédie méthodique des Arts et Métiers (1790), ou petit couteau selon le Larousse du XIXe siècle (1875)... marteau de tapissier (1895). Le jouet que nous connaissons comme le culbuto s'appelle ramponneau. On le met en chansons, en gravures, dans les almanachs. Le ramponneau est aussi un jeu, notamment un jeu de quilles, dont l'origine est rampeau.
Bien plus tard, Victor Hugo, dans le recueil Toute la lyre, publie la chanson de Gavroche, dont le refrain est
Je fais la chansonnette,
Faites le rigodon,
Ramponneau, Ramponnette, don !
Ramponneau, Ramponnette !
Ramponneau laisse le Tambour royal à son fils, et il achète le Cabaret de la Grande Pinte, où il renouvelle son « coup » commercial, vendant la pinte de vin blanc trois sols et demi, au lieu de quatre ailleurs. On se presse toujours dans l'immense salle de son restaurant. L'habitude se crée pour ses plus fidèles clients de passer une nuit entière de beuverie, et de redescendre sur Paris au matin, en faisant force tapage : on appelle cela ramponner. C'est probablement le prélude à une tradition festive et bachique qui prospèrera pendant tout le XIXe siècle, la descente de la Courtille.
En 1800, il est interné dans une maison de santé à Charonne pour des troubles psychiques. Il s'y éteint le 4 avril 1802.
Il a été marié trois fois, la dernière à soixante-dix ans.
Le nom de Rampon(n)eau a été donné à une rue de Paris et à une barrière du mur des Fermiers généraux. Mais la carrière de son nom ne s'arrête pas là : ramponneau a désigné un cabaret, puis un café (au sens de l'établissement où l'on sert du café), notamment dans l'ouest et le nord de la France, ainsi qu'en Belgique. Du cabaret, le nom s'est appliqué à des rues, des places, des quartiers. En wallon, ramponô est devenu le filtre où l'on passe le café, ramponer, filtrer le café et, par analogie la coiffure des Gilles de Binche et le bonnet des douaniers, entre autres variations. Dans le sud-ouest, Ramponneau est un croque-mitaine dont on menace les enfants.
En argot, un ramponneau peut aussi désigner un coup de poing, une « baffe », on trouve souvent ce mot dans les romans policiers des années 1950-1960 (Albert Simonin, Frédéric Dard ...). L'inspecteur Bérurier, le très falstaffien assistant du Commissaire San Antonio distribue généreusement des ramponneaux à divers voyous au fil des ouvrages de la série.